# 金昌站
金昌站位于中华人民共和国甘肃省金昌市永昌县河西堡镇，是兰新铁路的一座车站，等级为二等站，距兰州站377公里，距乌鲁木齐南站1515公里，本站及相邻上下行区间均为电气化区段。本站办理客货运业务。

## 車站周邊
- 中国邮政储蓄银行河西堡储蓄所
- 永昌县中医院
- 河西堡职工培训中心
- 农村商业银行河西堡信用社
- 中国建设银行河雅路支行
- 中国工商银行平口路支行
- 河西堡第三小学

## 图集

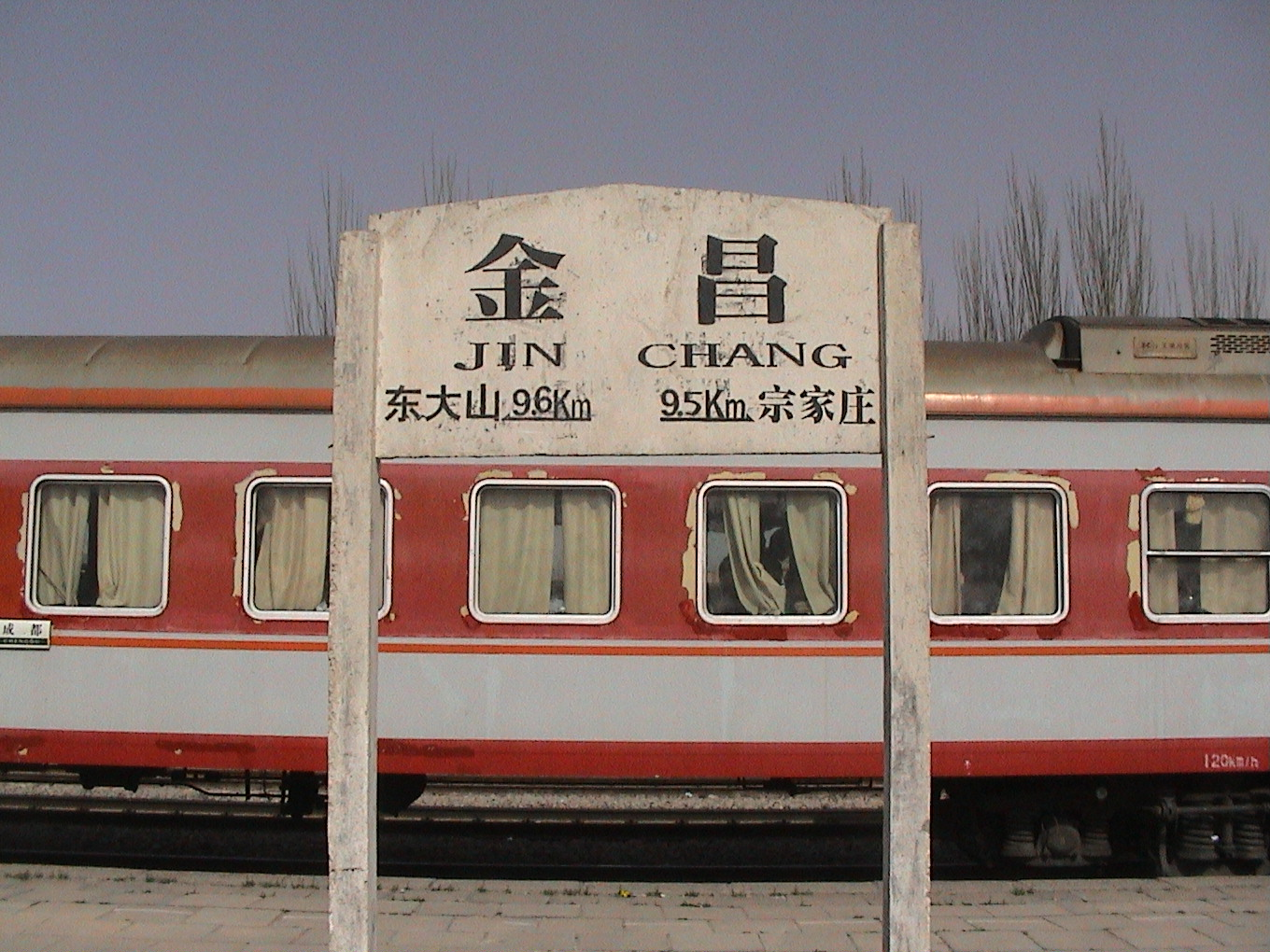
2006年，车站站牌
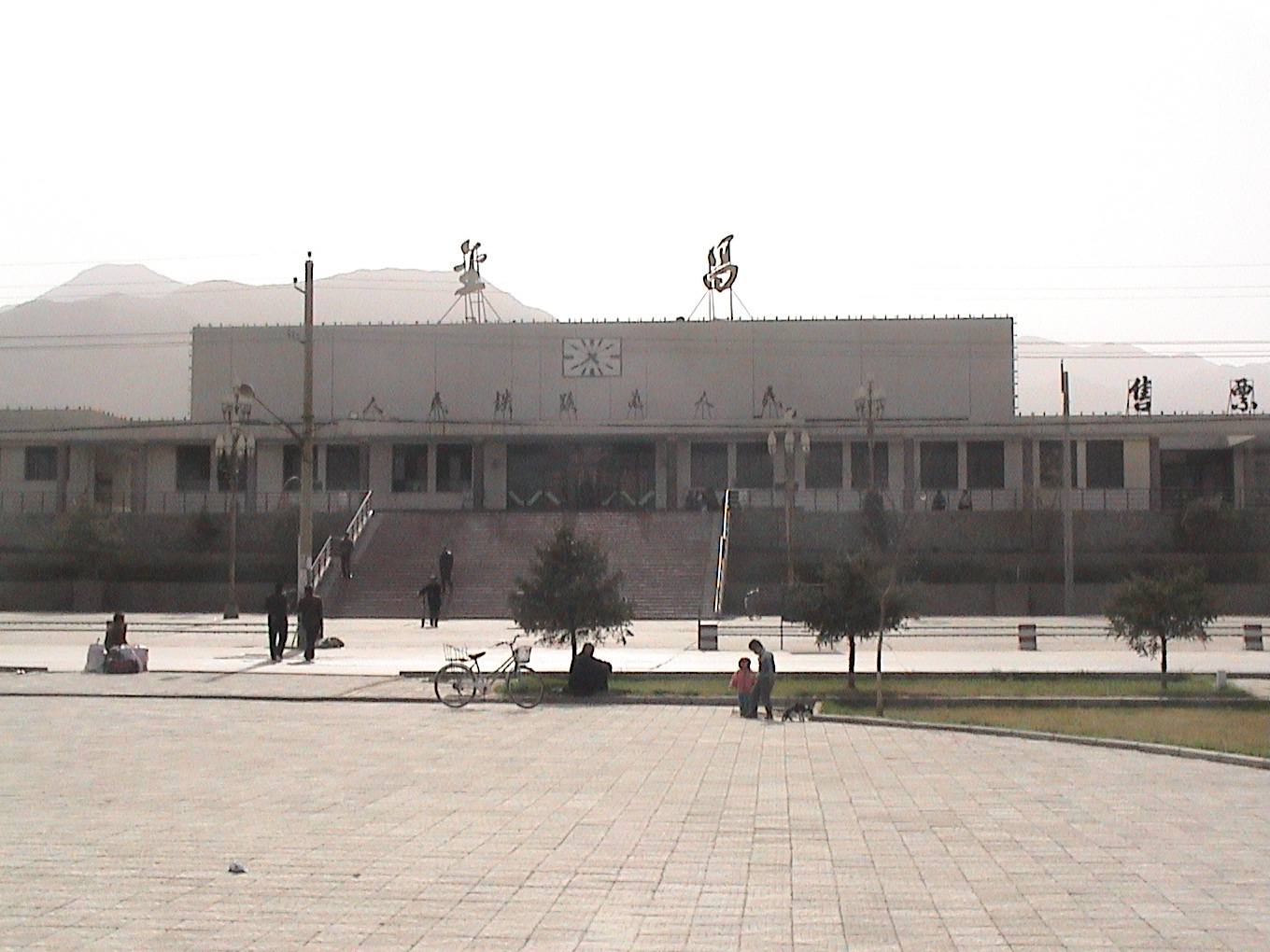
2006年，车站站房外景
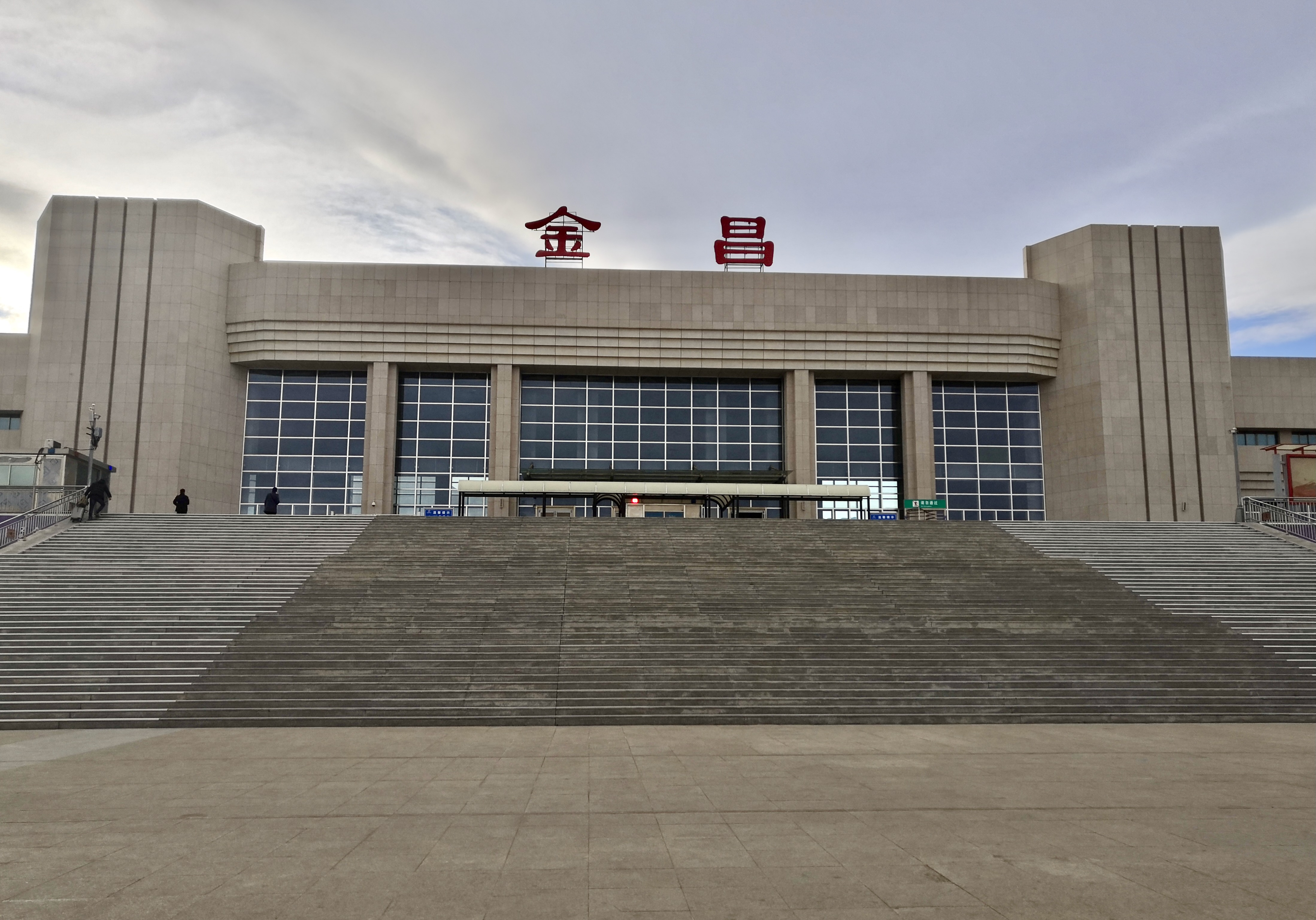
2019年，车站站房外景
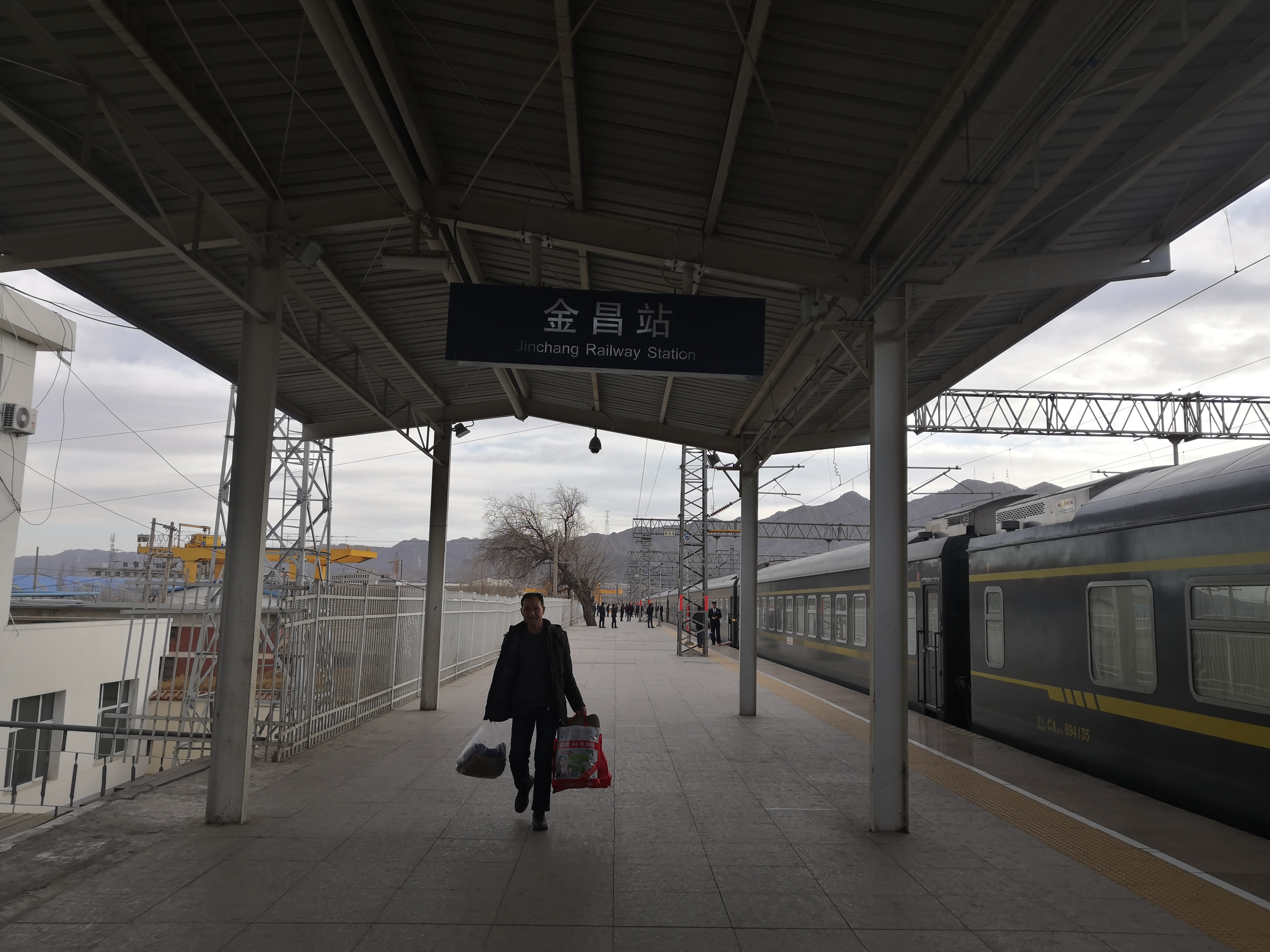
2019年，车站站台及雨棚
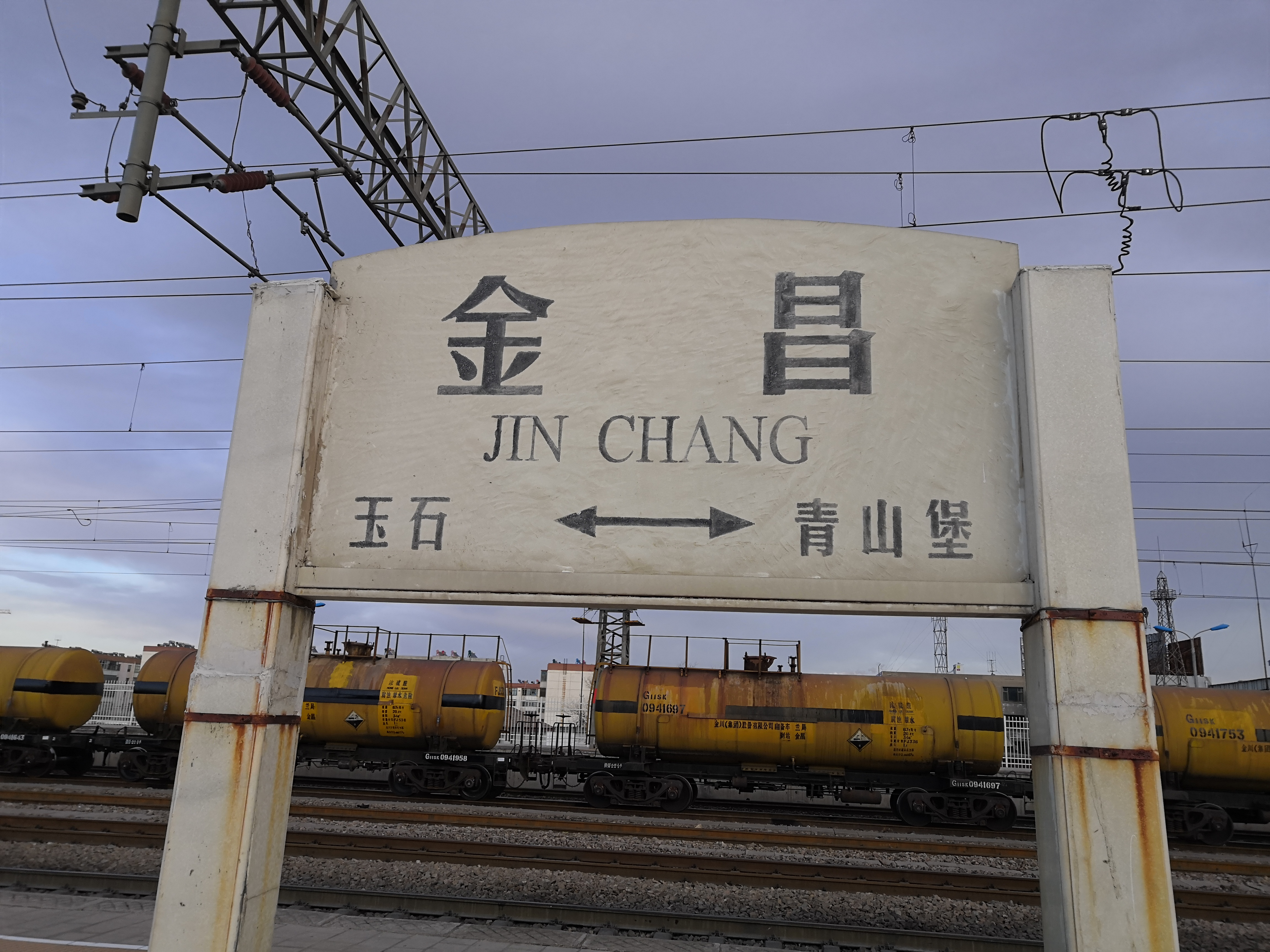
2019年，车站站牌（相邻车站已改动）

## 外部連結
- 中国铁路客户服务中心 （页面存档备份，存于）